# Ghiacciaio Serrat
Il ghiacciaio Serrat è un ghiacciaio lungo circa 18 km situato sulla costa di Oates, nella regione nord-occidentale della Dipendenza di Ross, in Antartide. In particolare, il ghiacciaio, il cui punto più alto si trova a circa 800 m s.l.m., fluisce verso nord, passano in mezzo ai colli Kavrayskiy fino ad andare ad alimentare con il proprio flusso la lingua glaciale formata dal ghiacciaio Rennick sulla baia di Rennick.

## Storia
Il ghiacciaio Serrat è stato mappato per la prima volta dallo United States Geological Survey grazie a fotografie scattate dalla marina militare statunitense (USN) durante ricognizioni aeree e terrestri effettuate nel periodo 1960-62, e così battezzato dal Comitato consultivo dei nomi antartici in onore di Javier Serrat, un ingegnere elettrico del Programma Antartico degli Stati Uniti d'America di stanza alla stazione McMurdo nella stagione 1967-68.